# Los Vásquez
Los Vásquez es un dúo patagónico chileno de pop, cumbia y baladas, estilo denominado por ellos como "Pop cebolla", conformada por los hermanos Ítalo Fabián Vásquez Gei (n. 1981), y Enzo Ignacio Vásquez Gei (n. 1982). Ambos son compositores, autores y productores de sus canciones.
El grupo saltó a la fama en 2010 en Chile, tras lanzar su sencillo «Tú me haces falta» y los restantes de su álbum Contigo pop y cebolla, asimismo su álbum debut se convirtió en el más vendido en ese país durante 2011. Hasta junio de 2013, vendió 60.000 copias en Chile, y se transformó en el mayor éxito comercial de Los Vásquez, así como en el cuarto álbum más vendido en formato físico durante el siglo XXI hasta esa fecha, y el segundo disco chileno más vendido en el país durante el 2013.

## Historia

### Comienzos
El interés de los hermanos Vásquez por la música surgió gracias a su familia y en la escuela donde se les permitió aprender a tocar diversos instrumentos; todos ellos al compás de distintos estilos musicales, siendo sus primeras influencias la música chileno-mexicana y la música nortina las que modelaron sus tendencias. Los artistas que marcaron su estilo musical son Zalo Reyes, Juan Gabriel, Marco Antonio Solís e Illapu. Sus voces potenciaron a los instrumentos y destacaron por sus timbres y las armonías que acompañaron a sus melodías. Viviendo en el sur de Chile, Coyhaique, comenzaron a impregnarse de los estilos típicos de esa zona, como el vals chilote.
Después de trabajar para varios artistas nacionales, decidieron marcar su estilo de la mano con guitarra y acordeón para formar un dúo musical, abandonando sus empleos. Ítalo era controlador de tránsito aéreo y Enzo, productor musical. Fue así como concretaron el proyecto que los unió desde su niñez y así sacar su primera producción con canciones originales y que reunieran las tendencias musicales recogidas a lo largo de su joven carrera, bajo el nombre de lo que se vio nacer, su apellido: "Los Vásquez".

### 2010-2012:Contigo pop y cebolla
Durante 2010, incursionan en la técnica del sonido y todo lo relacionado con la grabación, adquiriendo equipos y dedicándose a producir sus composiciones, llegando a producir su propio disco, componiendo sus propias canciones, haciendo los arreglos musicales, grabando, mezclando y materializando. Fue así como grabaron su álbum debut al mercado popular, titulado Contigo pop y cebolla. 
El primer sencillo del disco, «Tú me haces falta», fue lanzado en radios a mediados de 2010. Eso fue seguido de «Juana María», que logró encabezar las listas musicales en Chile y ser el primer Top 10 de la banda. A la altura del primer semestre del año 2011, lanzan el siguiente sencillo «Miénteme una vez», que fue uno de los temas principales de la telenovela vespertina chilena Esperanza, este sencillo fue uno de los con mayor longevidad dentro de la lista Chile Top Singles que obtuvo el grupo.
Tras el lanzamiento del álbum Contigo pop y cebolla, el álbum logró el número uno en la lista de álbumes más vendidos en Chile y mantenerse ahí por un largo período. Además, después de unos meses, el álbum logró ser catalogado con Disco de Oro por sus 5.000 copias vendidas. Fue también el álbum más vendido en Chile en 2011. Hasta junio de 2013, vendió 60.000 copias en Chile, donde se convirtió en el cuarto álbum más vendido en formato físico durante el siglo XXI y en el segundo disco chileno más vendido durante el siglo en el país, después de A morir de Américo (2008).
Te amaré en clandestinidad fue publicado como el cuarto sencillo del disco y también fue un éxito.
Como quinto sencillo del disco, lanzaron «Me enamoré con una mirada», que logró la ubicación número cuatro durante el 2011 en Chile, esto fue seguido de los temas titulados Por amor y «No me quería». Fue así, como son nominados a "Mejor Grupo Nacional Chileno" en los premios 40 Principales, de cual fueron los ganadores. «No me quería» además apareció en la telenovela de Televisión Nacional de Chile (TVN) Pobre Rico.
En diciembre de 2011 Los Vásquez logran reunir a más de 5.000 personas en el primer concierto en la región metropolitana de Chile, en el emblemático recinto Teatro Caupolicán, presentando su primer trabajo discográfico.
Ese mismo año, lanzan su primera canción de protesta titulada «Basta», que aborda temáticas como la educación en Chile y el movimiento ecológico Patagonia sin represas, temáticas que durante ese año 2011 sonaban muy fuertes en las demandas sociales. Esta canción no fue incluida en el disco Contigo pop y cebolla, sino adjuntada en lo que sería su 2.º disco de estudio.
El 16 de enero de 2012, lanzaron como octavo y último sencillo del disco debut el tema Voy por ti. 
Durante ese mismo año reciben el reconocimiento como el artista más tocado durante ese año, teniendo cerca de 8 sencillos sonando en forma simultánea en las radios chilenas.
A finales de junio de 2012, el sello Feria Music les entregó un reconocimiento por las ventas de su disco debut que correspondía al quíntuplo disco de platino por 50 mil copias de su álbum Contigo pop y cebolla. El dúo solicitó un disco de cobre, como símbolo porque es un mineral sacado de Chile y representativo de su país natal.

### 2012-2016:De sur a norte
A finales del 2013, publican las primeras canciones para la promoción de su segundo álbum de estudio De sur a norte; el primer sencillo «Enamorado», que se estrenó el 7 de diciembre de 2012, se corona como la más tocada en las radios de Chile durante el 2013, rápidamente publican el segundo y tercer sencillo «¿Dónde está tu amor?», y «Vuela que vuela». El 21 de diciembre de 2013 lanzan su 2.º disco de estudio, grabado y distribuido de forma independiente a través de Sello Sur, logrando en 2 meses las 20.000 copias vendidas y doble de platino. De este disco se publicaron más sencillos que han formado parte de los Top 10 radiales, como «Olvídalo», «Mi amante» y «Me vuelvo loco». En diciembre del mismo año, como parte de la promoción participaron en el evento Atardecer en el parque junto al cantante español Álex Ubago y el dúo estadounidense Ha*Ash.
Desde su lanzamiento, el álbum se certificó con Quíntuple disco de platino en Chile. En julio de 2015 reciben el premio Pulsar Chile 2015 por la canción «Tú me haces falta», como la más escuchada durante el 2014 en Chile.
En agosto de 2015, lanzaron el tema Discúlpame como séptimo sencillo del disco De sur a norte.
En diciembre, deciden dar otro concierto en Santiago de Chile, pero esta vez en el escenario Movistar Arena. A un mes de la presentación ya habían logrado vender todos las entradas y reunir a más de 12.000 personas, concierto en el que celebraron sus 5 años de carrera. Meses después, logran vender más de 100.000 copias de su 1.º disco Contigo pop cebolla, mientras que su 2.º disco completa más de 50.000 copias vendidas, convirtiéndolos en el artista más vendedor del siglo en Chile.

### 2017-presente:Recuerdos
En febrero de 2017 presentan los primeros temas correspondiente al tercer disco «Que más quisiera yo» y «Chao Chao» como celebración del día del amor. El 19 de enero de 2018, lanzan nuevamente de manera simultánea dos sencillos, esta vez «Sigo pensando en ti» y «Llorarei». A finales de octubre, lanzan el tema Ay mi amor, que lleva por temática las influencias mexicanas, relatando la historia de amor de un mariachi que desea reconquistar a su amada. Tema que, además, forma parte de la banda sonora de la teleserie Amor a la Catalán.
El 22 de febrero de 2019, publican el tema «Yo te voy a amar», junto a un videoclip de las giras realizadas en el sur de Chile. Esta canción se utilizó como tema principal de la telenovela Amar a Morir. En abril del mismo año, lanzan una colaboración junto a Santa Feria con el tema «Mariajuana». Como tributo al cantante chileno Jorge González vocalista y líder del grupo de rock Los Prisioneros, el dúo en septiembre de 2019, lanzan una versión del tema de la banda «Fe».
A inicios de 2020, el dúo participó en diversos festivales en Chile, entre ellos el Purranque Festival 2020 y el Vive Verano 2020, celebrado en Parral. Durante el contexto de la pandemia por Coronavirus en el mundo, lanzaron el tema «Yo te voy a amar» una versión acústica del tema publicado con anterioridad. En julio del mismo año, se publicó el selfie-clip «Chica del Sur» donde los vocalistas recorren, en un video grabado modo selfie junto a su cuñado, los paisajes al interior de Santiago. A los días siguiente, forman parte de la canción «Rico rico» junto a los artistas chilenos Moral Distraída y Denise Rosenthal. Como adelanto de lo que sería su tercer disco de estudio, se publicó el sencillo «Voy a llorar». En diciembre de 2020, la agrupación publicó «Mi eterno amor secreto», una versión del tema de Marco Antonio Solís. El 26 de diciembre de 2020, realizan su primer concierto vía streaming, donde realizaron un recorrido musical, lanzando a través de esta plataforma, Recuerdos, su tercer álbum de estudio. En el año 2025 se les fue invitados a la ciudad de Villarrica a la Noche del Lago.

## Miembros
Miembros oficiales:
- Ítalo Vásquez: Voz y guitarra rítmica.
- Enzo Vásquez: Voz y acordeón.

Músicos de apoyo:
- Ángel López: Guitarra eléctrica.
- José "pepe" Cabrera: Bajo y coros.
- Nelson Balboa: Piano y teclados.
- Daniel "Oso" Espinoza: Trompeta.
- Daniel Lobos Espinoza: Trompeta.
- José Melián: Batería.
- Juan Calderón: Percusión.
- Damaso Pinto: Percusión.

Ex-Músicos de apoyo:
- Andrés Walker: Guitarra eléctrica.
- Cristian Carvallo: Guitarra electroacústica.
- Ronald Guerra: Trompeta.
- Matias de Lara: Percusión.

## Discografía

### Álbumes de estudio
| Año  | Álbum | Máxima posición | Certificaciones    | Ventas  |
| Año  | Álbum | Chile           | Certificaciones    | Ventas  |
| ---- | --- | --------------- | ------------------ | ------- |
| 2010 | Contigo pop y cebolla - Lanzamiento: 21 de agosto de 2010 - Sello: SdS, Feria Music - Formato: CD, Descarga digital | 1               | ● CHL: 10x Platino | 100 000 |
| 2013 | De sur a norte - Lanzamiento: 21 de diciembre de 2013 - Sello: Sello Sur - Formato: CD, Descarga digital            | 2               | ● CHL: 5x Platino  | 50 000  |
| 2020 | Recuerdos - Lanzamiento: 27 de diciembre de 2020 - Sello: Sds - Formato: CD, Descarga digital                       |                 |                    |         |

### Álbumes recopilatorios
- Pop cebolla vol.1

### Sencillos
| Año  | Título                                               | Álbum                 |
| ---- | ---------------------------------------------------- | --------------------- |
| 2010 | «Tú me haces falta»                                  | Contigo pop y cebolla |
| 2010 | «Juana María»                                        | Contigo pop y cebolla |
| 2011 | «Miénteme una vez»                                   | Contigo pop y cebolla |
| 2011 | «Me enamoré con una mirada»                          | Contigo pop y cebolla |
| 2011 | «Te amaré en clandestinidad»                         | Contigo pop y cebolla |
| 2011 | «Por amor»                                           | Contigo pop y cebolla |
| 2011 | «No me quería»                                       | Contigo pop y cebolla |
| 2012 | Voy por ti                                           | Contigo pop y cebolla |
| 2012 | «Enamorado»                                          | De sur a norte        |
| 2012 | «¿Dónde está tu amor?»                               | De sur a norte        |
| 2013 | «Vuela que vuela»                                    | De sur a norte        |
| 2014 | «Olvídalo»                                           | De sur a norte        |
| 2014 | «Mi amante»                                          | De sur a norte        |
| 2014 | «Me vuelvo loco»                                     | De sur a norte        |
| 2015 | Discúlpame                                           | De sur a norte        |
| 2016 | Rosalinda Huaquipan                                  | De sur a norte        |
| 2017 | «Que más quisiera yo»                                | Recuerdos             |
| 2017 | «Chao chao»                                          | Recuerdos             |
| 2018 | «Sigo pensando en ti»                                | Recuerdos             |
| 2018 | «Llorarei»                                           | Recuerdos             |
| 2018 | «Ay mi amor»                                         | Recuerdos             |
| 2019 | «Yo te voy a amar»                                   | Recuerdos             |
| 2019 | «Mariajuana» (con Santaferia)                        | Sin álbum             |
| 2019 | «Fe: Tributo a Jorge González»                       | Sin álbum             |
| 2020 | «Yo te voy a amar» (acústico)                        | Sin álbum             |
| 2020 | «Chica del sur»                                      | Recuerdos             |
| 2020 | «Rico rico» (con Moral Distraída y Denise Rosenthal) | Sin álbum             |
| 2020 | «Voy a llorar»                                       | Recuerdos             |
| 2020 | «Mi eterno amor secreto»                             | Recuerdos             |
| 2021 | Te llamo                                             | Recuerdos             |

#### Otras canciones
| Año  | Título                                | Álbum                 |
| ---- | ------------------------------------- | --------------------- |
| 2011 | «Como hojas al viento»                | Contigo pop y cebolla |
| 2011 | «Basta»                               | De sur a norte        |
| 2012 | «Qué tienes tú»                       | Contigo pop y cebolla |
| 2016 | Cumplimos otro año (con Caterina Gei) | Recuerdos             |

## Bandas sonoras
| Año  | Teleserie         | Canción(es) |
| ---- | ----------------- | --- |
| 2011 | Esperanza         | «Miénteme una vez» |
| 2012 | Dama y obrero     | «Juana María« y «Qué tienes tú» |
| 2012 | Pobre rico        | «No me quería» |
| 2013 | Solamente Julia   | «Qué tienes tú», «Te amaré en clandestinidad», «Déjame y olvídame», «Por amor», «Juana María», «Como hojas al viento» y «Sin ti me muero» |
| 2013 | Dos por uno       | «Enamorado» |
| 2013 | Las Vegas         | «Enamorado» |
| 2014 | Volver a amar     | «Mi amante», «Olvídalo», Enamorado» |
| 2014 | Pituca sin lucas  | «Juana María» |
| 2015 | Buscando a María  | «Olvídalo» |
| 2016 | El camionero      | «Me enamoré con una mirada» y «Tú me haces falta»                                                                                         |
| 2017 | Si yo fuera rico  | «Mi amante» |
| 2019 | Amar a morir      | «Yo te voy a amar», «Olvídalo» y «Te amaré en clandestinidad»                                                                             |
| 2019 | Amor a la Catalán | «Ay mi amor» |

## Premios y nominaciones
| Año  | Premio               | Categoría                  | Trabajo nominado    | Resultado | ref    |
| ---- | -------------------- | -------------------------- | ------------------- | --------- | ------ |
| 2010 | Radio SAGO           | Artista revelación         | Los Vásquez         | Ganadores | [ 39 ] |
| 2011 | Radio 40 Principales | Mejor artista o grupo      | Los Vásquez         | Ganadores | [ 40 ] |
| 2012 | Copihue de Oro       | Grupo o cantante romántico | Los Vásquez         | Nominados | [ 41 ] |
| 2013 | Copihue de Oro       | Grupo o cantante romántico | Los Vásquez         | Nominados | [ 42 ] |
| 2014 | Copihue de Oro       | Grupo o cantante romántico | Los Vásquez         | Ganadores | [ 43 ] |
| 2015 | Premios Pulsar       | Canción más Escuchada 2014 | «Tú me haces falta» | Ganadores | [ 44 ] |
| 2015 | Copihue de Oro       | Grupo o cantante romántico | Los Vásquez         | Ganadores | [ 45 ] |
| 2016 | Copihue de Oro       | Grupo o cantante popular   | Los Vásquez         | Nominados | [ 46 ] |
| 2021 | Copihue de Oro       | Artista de la Década       | Los Vásquez         | Nominados | [ 47 ] |